# Dariusz Lubera
Dariusz Lubera (ur. 1959) – magister inżynier, elektryk, menedżer, w latach 2008–2015 prezes Tauron Polska Energia SA. 

## Życiorys
Absolwent Akademii Górniczo-Hutniczej i Akademii Ekonomicznej w Krakowie. 
Od 1983 pracował w Zakładach Mechanicznych Tarnów. Od 1985 pracował w Zakładzie Energetycznym Tarnów oraz Enion S.A., gdzie przeszedł ścieżkę kariery do prezesa zarządu włącznie. W latach 2001–2003 był członkiem rady nadzorczej Polskie Sieci Elektroenergetyczne SA, a w latach 1998–2008 prezesem Polskiego Towarzystwa Przesyłu i Rozdziału Energii Elektrycznej. 
Od marca 2008 do 1 października 2015 prezes Tauron Polska Energia SA. 